# Оксфорд Юнайтед Старс
«Оксфорд Юнайтед Старс» (англ. Oxford United Stars FC) — североирландский футбольный клуб из города Дерри, в графстве Лондондерри. «Оксфорд Юнайтед Старс» не стоит путать с английским клубом Оксфорд Юнайтед однако интересно, что прозвище «U2’s» — образовано именно по аналогии с прозвищем «The U’s» английского «Оксфорда».

## Достижения
- Кубок Крейга
  - Победитель: 1995/96
- Межрегиональная лига
  - Обладатель (6): 1986/87, 1988/89, 1995/96, 1996/97, 1997/98, 2009/10, 2013/14
- Кубок межрегиональный лиги
  - Обладатель (2): 2011, 2012